# Campeonato Mundial Júnior de Patinação Artística no Gelo de 2014
O Campeonato Mundial Júnior de Patinação Artística no Gelo de 2014 foi a trigésima nona edição do Campeonato Mundial Júnior de Patinação Artística no Gelo, um evento anual de patinação artística no gelo organizado pela União Internacional de Patinação (em inglês:  International Skating Union) onde os patinadores artísticos competem pelo título de campeão mundial júnior. A competição foi disputada entre os dias 10 de março e 16 de março, na cidade de Sófia, Bulgária.

## Eventos
- Individual masculino
- Individual feminino
- Duplas
- Dança no gelo

## Medalhistas
| Evento                        | Ouro                                              | Prata                                        | Bronze                                    |
| Individual masculino detalhes | Nam Nguyen · Canadá                               | Adian Pitkeev · Rússia                       | Nathan Chen · Estados Unidos              |
| Individual feminino detalhes  | Elena Radionova · Rússia                          | Serafima Sakhanovich · Rússia                | Evgenia Medvedeva · Rússia                |
| Duplas detalhes               | Yu Xiaoyu · Jin Yang · China                      | Evgenia Tarasova · Vladimir Morozov · Rússia | Maria Vigalova · Egor Zakroev · Rússia    |
| Dança no gelo detalhes        | Kaitlin Hawayek · Jean-Luc Baker · Estados Unidos | Anna Yanovskaya · Sergey Mozgov · Rússia     | Madeline Edwards · Zhao Kai Pang · Canadá |

## Resultados

### Individual masculino
| Pos.                                                  | Nome                | Nacionalidade    | Pontos | PC         | PL          |
| ----------------------------------------------------- | ------------------- | ---------------- | ------ | ---------- | ----------- |
| Medalha de ouro                                       | Nam Nguyen          | Canadá           | 217.06 | 72.87 (1)  | 144.19 (1)  |
| Medalha de prata                                      | Adian Pitkeev       | Rússia           | 212.51 | 68.76 (7)  | 143.75 (2)  |
| Medalha de bronze                                     | Nathan Chen         | Estados Unidos   | 212.03 | 69.65 (6)  | 142.38 (3)  |
| 4                                                     | Alexander Petrov    | Rússia           | 210.03 | 69.72 (5)  | 140.31 (4)  |
| 5                                                     | Shoma Uno           | Japão            | 206.50 | 70.67 (3)  | 135.83 (5)  |
| 6                                                     | Jin Boyang          | China            | 203.64 | 71.51 (2)  | 132.13 (6)  |
| 7                                                     | Keiji Tanaka        | Japão            | 192.76 | 70.57 (4)  | 122.19 (8)  |
| 8                                                     | Deniss Vasiļjevs    | Letônia          | 189.33 | 62.50 (11) | 126.83 (7)  |
| 9                                                     | Jordan Moeller      | Estados Unidos   | 188.14 | 66.38 (9)  | 121.76 (9)  |
| 10                                                    | Petr Coufal         | República Tcheca | 182.28 | 63.92 (10) | 118.36 (11) |
| 11                                                    | Zhang He            | China            | 180.35 | 67.72 (8)  | 112.63 (13) |
| 12                                                    | Daniel Samohin      | Israel           | 179.48 | 58.84 (17) | 120.64 (10) |
| 13                                                    | Roman Sadovsky      | Canadá           | 178.44 | 60.79 (14) | 117.65 (12) |
| 14                                                    | Simon Hocquaux      | França           | 173.95 | 62.01 (13) | 111.94 (14) |
| 15                                                    | Ivan Pavlov         | Ucrânia          | 171.04 | 59.39 (16) | 111.65 (16) |
| 16                                                    | Lee June-hyoung     | Coreia do Sul    | 170.00 | 58.11 (18) | 111.89 (15) |
| 17                                                    | Zang Wenbo          | China            | 163.20 | 57.77 (20) | 105.43 (18) |
| 18                                                    | Chih-I Tsao         | Taipé Chinesa    | 162.88 | 59.83 (15) | 103.05 (19) |
| 19                                                    | Graham Newberry     | Reino Unido      | 162.37 | 55.17 (21) | 107.20 (17) |
| 20                                                    | Pavel Ignatenko     | Bielorrússia     | 160.92 | 62.18 (12) | 98.74 (21)  |
| 21                                                    | Brendan Kerry       | Austrália        | 156.96 | 58.10 (19) | 98.86 (20)  |
| 22                                                    | Illya Solomin       | Suécia           | 147.62 | 53.87 (23) | 93.75 (22)  |
| 23                                                    | Victor Bustamante   | Espanha          | 142.99 | 53.74 (24) | 89.25 (23)  |
| 24                                                    | Sondre Oddvoll Boe  | Noruega          | 135.89 | 54.31 (22) | 81.58 (24)  |
| Não avançaram para a patinação livre / programa longo |                     |                  |        |            |             |
| 25                                                    | Alexander Bjelde    | Alemanha         | —      | 51.81 (25) |             |
| 26                                                    | Shotaro Omori       | Estados Unidos   | —      | 51.81 (26) |             |
| 27                                                    | Marco Klepoch       | Eslováquia       | —      | 49.45 (27) |             |
| 28                                                    | Carlo Röthlisberger | Suíça            | —      | 47.87 (28) |             |
| 29                                                    | Slavik Hayrapetyan  | Armênia          | —      | 47.53 (29) |             |
| 30                                                    | Matteo Rizzo        | Itália           | —      | 46.65 (30) |             |
| 31                                                    | Armen Agaian        | Geórgia          | —      | 46.22 (31) |             |
| 32                                                    | Thomas Kennes       | Países Baixos    | —      | 46.09 (32) |             |
| 33                                                    | Juho Pirinen        | Finlândia        | —      | 45.11 (33) |             |
| 34                                                    | Ivo Gatovski        | Bulgária         | —      | 45.08 (34) |             |
| 35                                                    | Julian Zhi Jie Yee  | Malásia          | —      | 42.02 (35) |             |
| 36                                                    | Daniil Zurav        | Estônia          | —      | 40.84 (36) |             |
| 37                                                    | Krzysztof Gała      | Polônia          | —      | 39.34 (37) |             |
| 38                                                    | Larry Loupolover    | Azerbaijão       | —      | 35.98 (38) |             |

### Individual feminino
| Pos.                                                  | Nome                       | Nacionalidade    | Pontos | PC         | PL         |
| ----------------------------------------------------- | -------------------------- | ---------------- | ------ | ---------- | ---------- |
| Medalha de ouro                                       | Elena Radionova            | Rússia           | 194.29 | 66.90 (1)  | 127.39 (1) |
| Medalha de prata                                      | Serafima Sakhanovich       | Rússia           | 182.13 | 64.75 (2)  | 117.38 (2) |
| Medalha de bronze                                     | Evgenia Medvedeva          | Rússia           | 178.43 | 63.72 (3)  | 114.71 (3) |
| 4                                                     | Satoko Miyahara            | Japão            | 177.69 | 63.47 (4)  | 114.12 (4) |
| 5                                                     | Alaine Chartrand           | Canadá           | 164.35 | 54.68 (7)  | 109.67 (5) |
| 6                                                     | Choi Da-bin                | Coreia do Sul    | 162.35 | 53.69 (9)  | 108.66 (6) |
| 7                                                     | Amber Glenn                | Estados Unidos   | 158.88 | 56.58 (5)  | 102.30 (8) |
| 8                                                     | Rika Hongo                 | Japão            | 157.88 | 51.47 (11) | 106.41 (7) |
| 9                                                     | Karen Chen                 | Estados Unidos   | 155.83 | 56.09 (6)  | 99.74 (9)  |
| 10                                                    | Kim Na-hyun                | Coreia do Sul    | 144.21 | 47.79 (14) | 96.42 (10) |
| 11                                                    | Elizabet Turzynbaeva       | Cazaquistão      | 141.72 | 45.62 (16) | 96.10 (11) |
| 12                                                    | Lutricia Bock              | Alemanha         | 141.53 | 51.09 (12) | 90.44 (12) |
| 13                                                    | Jenni Saarinen             | Finlândia        | 141.02 | 53.76 (8)  | 87.26 (13) |
| 14                                                    | Tyler Pierce               | Estados Unidos   | 138.58 | 51.84 (10) | 86.74 (14) |
| 15                                                    | Anaïs Ventard              | França           | 129.66 | 45.00 (17) | 84.66 (15) |
| 16                                                    | Larkyn Austman             | Canadá           | 125.80 | 44.87 (18) | 80.93 (16) |
| 17                                                    | Anna Khnychenkova          | Ucrânia          | 123.95 | 46.62 (15) | 77.33 (18) |
| 18                                                    | Pernille Sørensen          | Dinamarca        | 119.90 | 42.24 (23) | 77.66 (17) |
| 19                                                    | Angelina Kučvaļska         | Letônia          | 113.14 | 42.77 (20) | 70.37 (20) |
| 20                                                    | Gerli Liinamäe             | Estônia          | 113.09 | 42.65 (21) | 70.44 (19) |
| 21                                                    | Matilde Gianocca           | Suíça            | 111.65 | 43.54 (19) | 68.11 (21) |
| 22                                                    | Deimantė Kizalaitė         | Lituânia         | 106.32 | 42.05 (24) | 64.27 (22) |
| 23                                                    | Bronislava Dobiášová       | Eslováquia       | 105.72 | 42.35 (22) | 63.37 (23) |
| 24                                                    | Maria-Katharina Herceg     | Alemanha         | 48.28  | 48.28 (13) | — (WD)     |
| Não avançaram para a patinação livre / programa longo |                            |                  |        |            |            |
| 25                                                    | Zhao Ziquan                | China            | —      | 41.62 (25) |            |
| 26                                                    | Netta Schreiber            | Israel           | —      | 41.25 (26) |            |
| 27                                                    | Anastasia Galustyan        | Armênia          | —      | 41.12 (27) |            |
| 28                                                    | Matilda Algotsson          | Suécia           | —      | 39.85 (28) |            |
| 29                                                    | Lara Roth                  | Áustria          | —      | 39.82 (29) |            |
| 30                                                    | Guia Maria Tagliapietra    | Itália           | —      | 39.21 (30) |            |
| 31                                                    | Ivett Tóth                 | Hungria          | —      | 38.85 (31) |            |
| 32                                                    | Anna Dušková               | República Tcheca | —      | 38.49 (32) |            |
| 33                                                    | Agata Kryger               | Polônia          | —      | 38.34 (33) |            |
| 34                                                    | Julia Sauter               | Romênia          | —      | 36.87 (34) |            |
| 35                                                    | Kailani Craine             | Austrália        | —      | 36.67 (35) |            |
| 36                                                    | Maisy Hiu Ching Ma         | Hong Kong        | —      | 36.45 (36) |            |
| 37                                                    | Michaela Du Toit           | África do Sul    | —      | 35.48 (37) |            |
| 38                                                    | Thita Lamsam               | Tailândia        | —      | 34.81 (38) |            |
| 39                                                    | Selin Hafızoğlu            | Turquia          | —      | 34.19 (39) |            |
| 40                                                    | Pina Umek                  | Eslovênia        | —      | 34.08 (40) |            |
| 41                                                    | Daria Batura               | Bielorrússia     | —      | 34.06 (41) |            |
| WD                                                    | Alisson Krystle Perticheto | Filipinas        | —      | — (WD)     |            |

### Duplas
| Pos.              | Nome                                           | Nacionalidade    | Pontos | PC         | PL         |
| ----------------- | ---------------------------------------------- | ---------------- | ------ | ---------- | ---------- |
| Medalha de ouro   | Yu Xiaoyu / Jin Yang                           | China            | 173.77 | 62.58 (1)  | 111.19 (1) |
| Medalha de prata  | Evgenia Tarasova / Vladimir Morozov            | Rússia           | 168.20 | 59.46 (2)  | 108.74 (2) |
| Medalha de bronze | Maria Vigalova / Egor Zakroev                  | Rússia           | 152.48 | 55.32 (4)  | 97.16 (3)  |
| 4                 | Vasilisa Davankova / Andrei Deputat            | Rússia           | 150.67 | 58.35 (3)  | 92.32 (5)  |
| 5                 | Madeline Aaron / Max Settlage                  | Estados Unidos   | 144.91 | 51.95 (5)  | 92.96 (4)  |
| 6                 | Mary Orr / Phelan Simpson                      | Canadá           | 132.02 | 45.14 (6)  | 86.88 (6)  |
| 7                 | Tara Hancherow / Wesley Killing                | Canadá           | 128.68 | 42.35 (8)  | 86.33 (7)  |
| 8                 | Alessandra Cernuschi / Filippo Ambrosini       | Itália           | 123.95 | 44.90 (7)  | 79.05 (8)  |
| 9                 | Kaitlin Budd / Nikita Cheban                   | Estados Unidos   | 117.36 | 41.74 (9)  | 75.62 (9)  |
| 10                | Anna Dušková / Martin Bidař                    | República Tcheca | 113.85 | 41.29 (10) | 72.56 (10) |
| 11                | Aya Takai / Brian Johnson                      | Estados Unidos   | 111.90 | 40.24 (11) | 71.66 (11) |
| 12                | Sumire Suto / Konstantin Chizhikov             | Japão            | 107.41 | 39.70 (13) | 67.71 (13) |
| 13                | Julia Linckh / Konrad Hocker-Scholler          | Alemanha         | 105.07 | 36.09 (14) | 68.98 (12) |
| 14                | Marin Ono / Hon Lam To                         | Hong Kong        | 103.41 | 40.05 (12) | 63.36 (14) |
| 15                | Ekaterina Pribylova / Jegors Nikita Admiralovs | Letônia          | 95.04  | 31.88 (15) | 63.16 (15) |

### Dança no gelo
| Pos.                                     | Nome                                   | Nacionalidade    | Pontos | DC         | DL         |
| ---------------------------------------- | -------------------------------------- | ---------------- | ------ | ---------- | ---------- |
| Medalha de ouro                          | Kaitlin Hawayek / Jean-Luc Baker       | Estados Unidos   | 157.12 | 66.73 (1)  | 90.39 (2)  |
| Medalha de prata                         | Anna Yanovskaya / Sergey Mozgov        | Rússia           | 155.16 | 63.80 (2)  | 91.36 (1)  |
| Medalha de bronze                        | Madeline Edwards / Zhao Kai Pang       | Canadá           | 139.65 | 57.92 (5)  | 81.73 (3)  |
| 4                                        | Lorraine McNamara / Quinn Carpenter    | Estados Unidos   | 138.53 | 58.65 (3)  | 79.88 (5)  |
| 5                                        | Alexandra Nazarova / Maxim Nikitin     | Ucrânia          | 134.65 | 53.47 (7)  | 81.18 (4)  |
| 6                                        | Rebeka Kim / Kirill Minov              | Coreia do Sul    | 133.35 | 55.33 (6)  | 78.02 (7)  |
| 7                                        | Betina Popova / Yuri Vlasenko          | Rússia           | 132.47 | 53.47 (8)  | 79.18 (6)  |
| 8                                        | Rachel Parsons / Michael Parsons       | Estados Unidos   | 131.82 | 58.08 (4)  | 73.74 (8)  |
| 9                                        | Evgenia Kosigina / Nikolai Moroshkin   | Rússia           | 126.72 | 53.09 (10) | 73.63 (9)  |
| 10                                       | Olivia Smart / Joseph Buckland         | Reino Unido      | 121.01 | 49.28 (12) | 71.73 (10) |
| 11                                       | Estelle Elizabeth / Romain Le Gac      | França           | 118.07 | 51.44 (11) | 66.63 (11) |
| 12                                       | Mackenzie Bent / Garrett MacKeen       | Canadá           | 117.81 | 53.21 (9)  | 64.60 (12) |
| 13                                       | Cortney Mansour / Michal Češka         | República Tcheca | 112.70 | 48.52 (14) | 64.18 (14) |
| 14                                       | Carolina Moscheni / Ádám Lukács        | Hungria          | 111.35 | 47.13 (16) | 64.22 (13) |
| 15                                       | Viktoria Kavaliova / Yurii Bieliaiev   | Bielorrússia     | 108.56 | 47.72 (15) | 60.84 (16) |
| 16                                       | Ria Schiffner / Julian Salatzki        | Alemanha         | 108.22 | 49.03 (13) | 59.19 (18) |
| 17                                       | Çağla Demirsal / Berk Akalın           | Turquia          | 102.11 | 42.20 (18) | 59.91 (17) |
| 18                                       | Angélique Abachkina / Louis Thauron    | França           | 100.68 | 39.11 (19) | 61.57 (15) |
| 19                                       | Zhao Yue / Liu Chang                   | China            | 99.00  | 42.44 (17) | 56.56 (20) |
| 20                                       | Carina Glastris / Nicholas Lettner     | Grécia           | 96.48  | 38.45 (20) | 58.03 (19) |
| Não avançaram para a dança livre / longa |                                        |                  |        |            |            |
| 21                                       | Kimberly Berkovich / Ronald Zilberberg | Israel           | —      | 37.00 (21) |            |
| 22                                       | Christine Smith / Simon Eisenbauer     | Áustria          | —      | 34.78 (22) |            |
| 23                                       | Beatrice Tomczak / Damian Binkowski    | Polônia          | —      | 34.18 (23) |            |
| 24                                       | Slavyana Tsenova / Egor Zaytsev        | Bulgária         | —      | 34.17 (24) |            |
| 25                                       | Marina Elias / Denis Koreline          | Estônia          | —      | 33.94 (25) |            |
| 26                                       | Sara Ghislandi / Giona Terzo Ortenzi   | Itália           | —      | 33.50 (26) |            |
| 27                                       | Florence Clarke / Tim Dieck            | Alemanha         | —      | 32.56 (27) |            |
| 28                                       | Sarah Vadskjaer Grapek / Malcolm Jones | Dinamarca        | —      | 28.41 (28) |            |

## Quadro de medalhas
| Ordem | País           | Medalha de ouro | Medalha de prata | Medalha de bronze |    | Ordem por total |
| ----- | -------------- | --------------- | ---------------- | ----------------- | -- | --------------- |
| 1     | Rússia         | 1               | 4                | 2                 | 7  | 1               |
| 2     | Canadá         | 1               |                  | 1                 | 2  | 2               |
| 2     | Estados Unidos | 1               |                  | 1                 | 2  | 2               |
| 4     | China          | 1               |                  |                   | 1  | 4               |
| TOTAL | TOTAL          | 4               | 4                | 4                 | 12 | —               |